# Contea di Cumberland (Illinois)
La contea di Cumberland ( in inglese Cumberland County ) è una contea dello Stato dell'Illinois, negli Stati Uniti. La popolazione al censimento del 2000 era di 11 253 abitanti. Il capoluogo di contea è Toledo.